# Lista de campeões das principais modalidades coletivas em Portugal por época
Esta é uma lista dos campeões das principais modalidades coletivas em Portugal por época. 
A lista contempla todos os títulos de campeão, incluindo dobradinhas e tripletes, das principais modalidades como Futebol, Polo Aquático, Basquetebol, Hóquei em Patins, Voleibol, Andebol, Rugby, Futsal, e Futebol de Praia.

## História
O Campeonato Nacional de Polo Aquático foi o segundo desporto coletivo a ser introduzido em Portugal, imediatamente a seguir ao Futebol. Já o Campeonato Nacional de Basquetebol foi a primeira modalidade de pavilhão, tendo a edição inaugural tido lugar na época 1932–33. Seguidamente foi criado o Campeonato Nacional de Futebol na época 1934–35. Pouco depois foi criado o Campeonato Nacional de Hóquei em Patins na época 1938–39. O Campeonato Nacional de Voleibol começou a disputar-se na época 1946–47. Já o Campeonato Nacional de Andebol foi criado na época 1951–52. O Campeonato Nacional de Futsal começou na época 1990–91. Por último o Campeonato Nacional de Futebol de Praia foi criado na época 2004–05.

## Campeões por época
| Época   | Polo Aquático   | Basquetebol      | Futebol     | Hóquei          | Voleibol          | Andebol      | Rugby         | Futsal       | Fut. Praia            |
| ------- | --------------- | ---------------- | ----------- | --------------- | ----------------- | ------------ | ------------- | ------------ | --------------------- |
| 1921–22 | Sporting        |                  |             |                 |                   |              |               |              |                       |
| 1922–23 | Algés e Daf.    |                  |             |                 |                   |              |               |              |                       |
| 1923–24 | Algés e Daf. 2  |                  |             |                 |                   |              |               |              |                       |
| 1924–25 | ––              |                  |             |                 |                   |              |               |              |                       |
| 1925–26 | Sporting 2      |                  |             |                 |                   |              |               |              |                       |
| 1926–27 | Sporting 3      |                  |             |                 |                   |              |               |              |                       |
| 1927–28 | FC Porto        |                  |             |                 |                   |              |               |              |                       |
| 1928–29 | Sporting 4      |                  |             |                 |                   |              |               |              |                       |
| 1929–30 | Algés e Daf. 3  |                  |             |                 |                   |              |               |              |                       |
| 1930–31 | Algés e Daf. 4  |                  |             |                 |                   |              |               |              |                       |
| 1931–32 | ––              |                  |             |                 |                   |              |               |              |                       |
| 1932–33 | ––              | Conimbricense    |             |                 |                   |              |               |              |                       |
| 1933–34 | ––              | União de Lisboa  |             |                 |                   |              |               |              |                       |
| 1934–35 | ––              | Carnide          | FC Porto    |                 |                   |              |               |              |                       |
| 1935–36 | ––              | Carnide 2        | Benfica     |                 |                   |              |               |              |                       |
| 1936–37 | ––              | Carnide 3        | Benfica 2   |                 |                   |              |               |              |                       |
| 1937–38 | Algés e Daf. 5  | Carnide 4        | Benfica 3   |                 |                   |              |               |              |                       |
| 1938–39 | ––              | Belenenses       | FC Porto 2  | Sporting        |                   |              |               |              |                       |
| 1939–40 | ––              | Benfica          | FC Porto 3  | CF Benfica      |                   |              |               |              |                       |
| 1940–41 | ––              | Carnide 5        | Sporting    | CF Benfica 2    |                   |              |               |              |                       |
| 1941–42 | ––              | Vasco da Gama    | Benfica 4   | Paço de Arcos   |                   |              |               |              |                       |
| 1942–43 | ––              | Carnide 6        | Benfica 5   | CF Benfica 3    |                   |              |               |              |                       |
| 1943–44 | ––              | Carnide 7        | Sporting 2  | Paço de Arcos 2 |                   |              |               |              |                       |
| 1944–45 | ––              | Belenenses 2     | Benfica 6   | Paço de Arcos 3 |                   |              |               |              |                       |
| 1945–46 | ––              | Benfica 2        | Belenenses  | Paço de Arcos 4 |                   |              |               |              |                       |
| 1946–47 | ––              | Benfica 3        | Sporting 3  | Paço de Arcos 5 | Técnico           |              |               |              |                       |
| 1947–48 | ––              | Vasco da Gama 2  | Sporting 4  | Paço de Arcos 6 | Técnico 2         |              |               |              |                       |
| 1948–49 | ––              | Académica        | Sporting 5  | HC Sintra       | Técnico 3         |              |               |              |                       |
| 1949–50 | ––              | Académica 2      | Benfica 7   | HC Sintra 2     | Técnico 4         |              |               |              |                       |
| 1950–51 | ––              | Vasco da Gama 3  | Sporting 6  | Benfica         | Técnico 5         |              |               |              |                       |
| 1951–52 | ––              | FC Porto         | Sporting 7  | Benfica 2       | Técnico 6         | Sporting     |               |              |                       |
| 1952–53 | ––              | FC Porto 2       | Sporting 8  | Paço de Arcos 7 | Técnico 7         | Salgueiros   |               |              |                       |
| 1953–54 | ––              | Sporting         | Sporting 9  | CACO            | Sporting          | FC Porto     |               |              |                       |
| 1954–55 | ––              | Académica 3      | Benfica 8   | Paço de Arcos 8 | Técnico 8         | ––           |               |              |                       |
| 1955–56 | ––              | Sporting 2       | FC Porto 4  | Benfica 3       | Sporting 2        | Sporting 2   |               |              |                       |
| 1956–57 | ––              | Barreirense      | Benfica 9   | Benfica 4       | SC Espinho        | FC Porto 2   |               |              |                       |
| 1957–58 | ––              | Barreirense 2    | Sporting 10 | HC Sintra 3     | Técnico 9         | FC Porto 3   |               |              |                       |
| 1958–59 | ––              | Académica 4      | FC Porto 5  | HC Sintra 4     | SC Espinho 2      | FC Porto 4   | Belenenses    |              |                       |
| 1959–60 | ––              | Sporting 3       | Benfica 10  | Benfica 5       | Técnico 10        | FC Porto 5   | Benfica       |              |                       |
| 1960–61 | ––              | Benfica 3        | Benfica 11  | Benfica 6       | SC Espinho 3      | Sporting 3   | Benfica 2     |              |                       |
| 1961–62 | ––              | Benfica 4        | Sporting 11 | Ferroviário LM  | Lisb. Ginásio     | Benfica      | Benfica 3     |              |                       |
| 1962–63 | ––              | Benfica 5        | Benfica 12  | ––              | SC Espinho 4      | FC Porto 6   | Belenenses 2  |              |                       |
| 1963–64 | ––              | Benfica 6        | Benfica 13  | ––              | Leixões           | FC Porto 7   | CDUL          |              |                       |
| 1964–65 | ––              | Benfica 7        | Benfica 14  | CUF Barreiro    | SC Espinho 5      | FC Porto 8   | CDUL 2        |              |                       |
| 1965–66 | ––              | ––               | Sporting 12 | Benfica 7       | Técnico 11        | Sporting 4   | CDUL 3        |              |                       |
| 1966–67 | ––              | Benfica Luanda   | Benfica 15  | Benfica 8       | Técnico 12        | Sporting 5   | CDUL 4        |              |                       |
| 1967–68 | ––              | Sp. L. Marques   | Benfica 16  | Benfica 9       | Técnico 13        | FC Porto 9   | CDUL 5        |              |                       |
| 1968–69 | ––              | Sporting 4       | Benfica 17  | Desportivo LM   | FC Porto          | Sporting 6   | CDUL 6        |              |                       |
| 1969–70 | ––              | Benfica 11       | Sporting 13 | Benfica 10      | FC Porto 2        | Sporting 7   | Benfica 4     |              |                       |
| 1970–71 | ––              | Sp. L. Marques 2 | Benfica 18  | Desportivo LM 2 | FC Porto 3        | Sporting 8   | CDUL 7        |              |                       |
| 1971–72 | ––              | FC Porto 3       | Benfica 19  | Benfica 11      | Leixões 2         | Sporting 9   | CDUL 8        |              |                       |
| 1972–73 | ––              | Sp. L. Marques 3 | Benfica 20  | Desportivo LM 3 | FC Porto 4        | Sporting 10  | Belenenses 3  |              |                       |
| 1973–74 | ––              | Malhangalene     | Sporting 14 | Benfica 12      | Leixões 3         | Belenenses   | CDUL 9        |              |                       |
| 1974–75 | ––              | Benfica 10       | Benfica 21  | Sporting 2      | FC Porto 5        | Benfica 2    | Belenenses 4  |              |                       |
| 1975–76 | ––              | Sporting 5       | Benfica 22  | Sporting 3      | Leixões 4         | Belenenses 2 | Benfica 5     |              |                       |
| 1976–77 | ––              | Ginásio CF       | Benfica 23  | Sporting 4      | FC Porto 6        | Belenenses 2 | Académica     |              |                       |
| 1977–78 | ––              | Sporting 6       | FC Porto 6  | Sporting 5      | FC Porto 7        | Sporting 11  | CDUL 10       |              |                       |
| 1978–79 | ––              | FC Porto 4       | FC Porto 7  | Benfica 13      | Leixões 5         | Sporting 12  | Académica 2   |              |                       |
| 1979–80 | ––              | FC Porto 5       | Sporting 15 | Benfica 14      | Leixões 6         | Sporting 13  | CDUL 11       |              |                       |
| 1980–81 | ––              | Sporting 7       | Benfica 24  | Benfica 15      | Benfica           | Sporting 14  | Técnico       |              |                       |
| 1981–82 | ––              | Sporting 8       | Sporting 16 | Sporting 6      | Leixões 7         | Benfica 3    | CDUL 12       |              |                       |
| 1982–83 | ––              | FC Porto 6       | Benfica 25  | FC Porto        | Esmoriz           | Benfica 4    | CDUL 13       |              |                       |
| 1983–84 | ––              | CA Queluz        | Benfica 26  | FC Porto 2      | Esmoriz 2         | Sporting 15  | CDUL 14       |              |                       |
| 1984–85 | CDUP            | Benfica 11       | FC Porto 8  | FC Porto 3      | SC Espinho 6      | Belenenses 4 | CDUL 15       |              |                       |
| 1985–86 | CDUP 2          | Benfica 12       | FC Porto 9  | FC Porto 4      | FC Porto 8        | Sporting 16  | Benfica 6     |              |                       |
| 1986–87 | CDUP 3          | Benfica 13       | Benfica 27  | FC Porto 5      | SC Espinho 7      | ABC Braga    | Cascais       |              |                       |
| 1987–88 | Algés e Daf. 6  | Ovarense         | FC Porto 10 | Sporting 7      | FC Porto 9        | ABC Braga 2  | Benfica 7     |              |                       |
| 1988–89 | Algés e Daf. 7  | Benfica 14       | Benfica 28  | FC Porto 6      | Leixões 8         | Benfica 5    | CDUL 16       |              |                       |
| 1989–90 | CDUP 4          | Benfica 15       | FC Porto 11 | FC Porto 7      | AA Espinho        | Benfica 6    | CDUL 17       |              |                       |
| 1990–91 | Algés e Daf. 8  | Benfica 16       | Benfica 29  | FC Porto 8      | Benfica 2         | ABC Braga 3  | Benfica 8     | Sporting     |                       |
| 1991–92 | Algés e Daf.9   | Benfica 17       | FC Porto 12 | Benfica 16      | Sporting 3        | ABC Braga 4  | Cascais 2     | Venda Nova   |                       |
| 1992–93 | Algés e Daf. 10 | Benfica 18       | FC Porto 13 | OC Barcelos     | Sporting 4        | ABC Braga 5  | Cascais 3     | Sporting 2   |                       |
| 1993–94 | Algés e Daf. 11 | Benfica 19       | Benfica 30  | Benfica 17      | Sporting 5        | Belenenses 5 | Cascais 4     | Sporting 3   |                       |
| 1994–95 | Salgueiros      | Benfica 20       | FC Porto 14 | Benfica 18      | SC Espinho 8      | ABC Braga 6  | Cascais 5     | Sporting 4   |                       |
| 1995–96 | Salgueiros 2    | FC Porto 6       | FC Porto 15 | OC Barcelos 2   | SC Espinho 9      | ABC Braga 7  | Cascais 6     | Cor. Manhã   |                       |
| 1996–97 | Salgueiros 3    | FC Porto 7       | FC Porto 16 | Benfica 19      | SC Espinho 10     | ABC Braga 8  | Académica 3   | Miramar      |                       |
| 1997–98 | Salgueiros 4    | Estr. Avenida    | FC Porto 17 | Benfica 20      | SC Espinho 11     | ABC Braga 9  | Técnico 2     | Cor. Manhã 2 |                       |
| 1998–99 | Salgueiros 5    | FC Porto 8       | FC Porto 18 | FC Porto 9      | SC Espinho 12     | FC Porto 10  | Direito       | Sporting 5   |                       |
| 1999–00 | Salgueiros 6    | Ovarense 2       | Sporting 17 | FC Porto 10     | SC Espinho 13     | ABC Braga 10 | Direito 2     | Miramar 2    |                       |
| 2000–01 | Salgueiros 7    | Pt. Telecom      | Boavista    | OC Barcelos 3   | Castêlo da Maia   | Sporting 17  | Benfica 9     | Sporting 6   |                       |
| 2001–02 | Salgueiros 8    | Pt. Telecom 2    | Sporting 18 | FC Porto 11     | Castêlo da Maia 2 | FC Porto 11  | Direito 3     | Freixieiro   |                       |
| 2002–03 | Salgueiros 9    | Pt. Telecom 3    | FC Porto 19 | FC Porto 12     | Castêlo da Maia 3 | FC Porto 12  | Belenenses 5  | Benfica      |                       |
| 2003–04 | Salgueiros 10   | FC Porto 9       | FC Porto 20 | FC Porto 13     | Castêlo da Maia 4 | FC Porto 13  | Académica 4   | Sporting 7   |                       |
| 2004–05 | Salgueiros 11   | CA Queluz 2      | Benfica 31  | FC Porto 14     | Benfica 3         | Madeira SAD  | Direito 4     | Benfica 2    | FC Porto              |
| 2005–06 | Salgueiros 12   | Ovarense 3       | FC Porto 21 | FC Porto 15     | SC Espinho 14     | ABC Braga 11 | Direito 5     | Sporting 8   | Benfica               |
| 2006–07 | CN Amadora      | Ovarense 4       | FC Porto 22 | FC Porto 16     | SC Espinho 15     | ABC Braga 12 | Agronomia     | Benfica 3    | Benfica 2             |
| 2007–08 | Salgueiros 13   | Ovarense 5       | FC Porto 23 | FC Porto 17     | Vitória SC        | Benfica 7    | Belenenses 6  | Benfica 4    | Vitória FC            |
| 2008–09 | Salgueiros 14   | Benfica 21       | FC Porto 24 | FC Porto 18     | SC Espinho 16     | FC Porto 14  | Direito 6     | Benfica 5    | União de Leiria       |
| 2009–10 | Portinado       | Benfica 22       | Benfica 32  | FC Porto 19     | SC Espinho 17     | FC Porto 15  | Direito 7     | Sporting 9   | Vitória FC 2 Sporting |
| 2010–11 | Portinado 2     | FC Porto 11      | FC Porto 25 | FC Porto 20     | F. Bastardo       | FC Porto 16  | Direito 8     | Sporting 10  | Vitória SC            |
| 2011–12 | Portinado 3     | Benfica 23       | FC Porto 26 | Benfica 21      | SC Espinho 18     | FC Porto 17  | CDUL 18       | Benfica 6    | Belenenses            |
| 2012–13 | Salgueiros 15   | Benfica 24       | FC Porto 27 | FC Porto 21     | Benfica 4         | FC Porto 18  | Direito 9     | Sporting 11  | SC Braga              |
| 2013–14 | Paredes         | Benfica 25       | Benfica 33  | AD Valongo      | Benfica 5         | FC Porto 19  | CDUL 19       | Sporting 12  | SC Braga 2            |
| 2014–15 | Paredes 2       | Benfica 26       | Benfica 34  | Benfica 22      | Benfica 6         | FC Porto 20  | Direito 10    | Benfica 7    | SC Braga 3            |
| 2015–16 | Portuense       | FC Porto 12      | Benfica 35  | Benfica 23      | F. Bastardo 2     | ABC Braga 13 | Direito 11    | Sporting 13  | Sporting 2            |
| 2016–17 | Portuense 2     | Benfica 27       | Benfica 36  | FC Porto 22     | Benfica 7         | Sporting 20  | CDUL 20       | Sporting 14  | SC Braga 4            |
| 2017–18 | Portuense 3     | Oliveirense      | FC Porto 28 | Sporting 8      | Sporting 6        | Sporting 21  | Belenenses 7  | Sporting 15  | SC Braga 5            |
| 2018–19 | Vitória SC      | Oliveirense 2    | Benfica 37  | FC Porto 23     | Benfica 8         | FC Porto 21  | Agronomia 2   | Benfica 8    | SC Braga 6            |
| 2019–20 | ––              | ––               | FC Porto 29 | ––              | ––                | ––           | ––            | ––           | Sporting 3            |
| 2020–21 | Vitória SC 2    | Sporting 9       | Sporting 19 | Sporting 9      | Benfica 9         | FC Porto 22  | Técnico 3     | Sporting 16  | SC Braga 7            |
| 2021–22 | Vitória SC 3    | Benfica 28       | FC Porto 30 | FC Porto 24     | Benfica 10        | FC Porto 23  | Belenenses 8  | Sporting 17  | SC Braga 8            |
| 2022–23 | Vitória SC 4    | Benfica 29       | Benfica 38  | Benfica 24      | Benfica 11        | FC Porto 24  | Direito 12    | Sporting 18  | SC Braga 9            |
| 2023–24 | Portuense 4     | Benfica 30       | Sporting 20 | FC Porto 25     | Benfica 12        | Sporting 22  | Belenenses 9  | Sporting 19  | SC Braga 10           |
| 2024–25 | Vitória SC 5    |                  | Sporting 21 |                 | Sporting 7        | Sporting 23  | Belenenses 10 |              |                       |

| Legenda |
| Triplete (conquista do Campeonato, da Taça de Portugal e da Taça da Liga ou prova equivalente na mesma época) |
| Dobradinha (conquista do Campeonato e da Taça de Portugal na mesma época)                                     |